# Campionat d'Espanya de motocròs 1977
La temporada de 1977 del Campionat d'Espanya de motocròs fou la 19a edició d'aquest campionat, organitzat per la Reial Federació Motociclista Espanyola. El calendari oficial constava de 8 proves puntuables. Quatre de les proves programades es disputaren als Països Catalans: XVI Motocròs Alt Empordà de Figueres, Motocròs d'Esplugues (27 de març), Motocròs de Martorell (22 de maig) i Motocròs de Castelló de la Plana.

## Classificació final
| Posició | Pilot               | Motocicleta | Punts |
| ------- | ------------------- | ----------- | ----- |
| 1       | Toni Elías          | Bultaco     | 184   |
| 2       | Fernando Muñoz      | Montesa     | 169   |
| 3       | Albert Ribó         | Montesa     | 135   |
| 4       | Ignasi Bultó        | Bultaco     | 90    |
| 5       | Joan Cros           | Bultaco     | 77    |
| 6       | Domingo Gris        | Montesa     | 73    |
| 7       | Domingo Illa        | Montesa     | 48    |
| 8       | José Luis Mendoza   | OSSA        | 48    |
| 9       | José Angel Mendívil | Bultaco     | 36    |
| 10      | Esteve Soler        | Montesa     | 33    |

## Categories inferiors

### Trofeu Sènior 500cc
| Posició | Pilot           | Motocicleta | Punts |
| ------- | --------------- | ----------- | ----- |
| 1       | Toni Arcarons   | Montesa     | 139   |
| 2       | Ramon Ramon     | Montesa     | 139   |
| 3       | Manuel Martínez | Montesa     | 118   |

### Trofeu Sènior 250cc
| Posició | Pilot           | Motocicleta | Punts |
| ------- | --------------- | ----------- | ----- |
| 1       | Ramon Ramon     | Montesa     | 131   |
| 2       | Manuel Martínez | Montesa     | 104   |
| 3       | Toni Saborit    | ?           | 85    |

### Copa Júnior 125cc

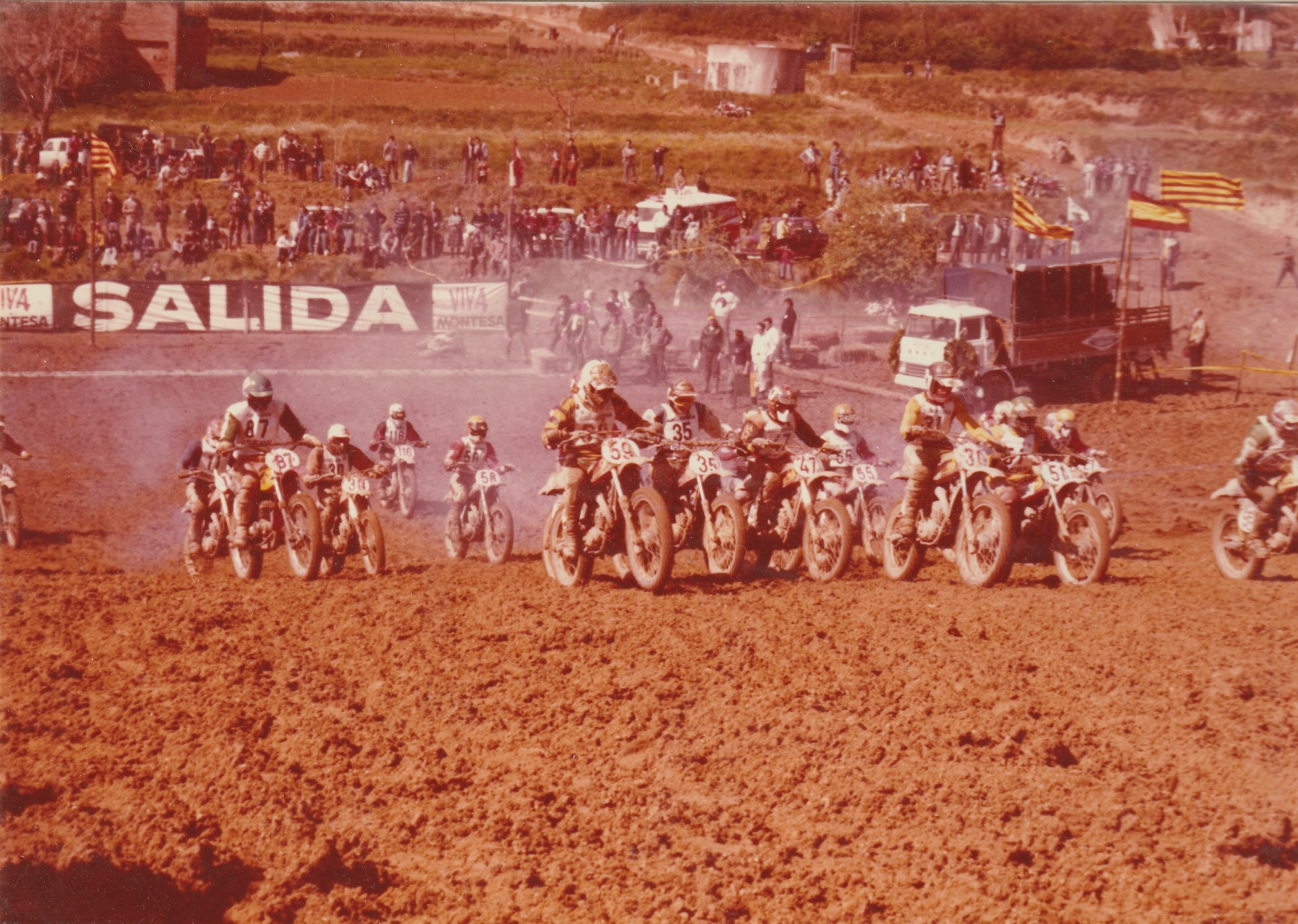
Sortida del motocròs de Gallecs de 1977, puntuable per a la Copa Júnior de 125cc

| Posició | Pilot              | Motocicleta | Punts |
| ------- | ------------------ | ----------- | ----- |
| 1       | Juan José Barragán | Montesa     | 152   |
| 2       | Ramon Vila         | ?           | 109   |
| 3       | Simeón Martín      | Montesa     | 80    |

### Copa Júnior 75cc
| Posició | Pilot                | Motocicleta | Punts |
| ------- | -------------------- | ----------- | ----- |
| 1       | Jordi Monjonell      | Derbi       | 110   |
| 2       | Climent Puigdomènech | ?           | 82    |
| 3       | Ramon Vila           | ?           | 78    |

### Copes Juvenils
Font:
| Campionat                   | Guanyador       | Motocicleta |
| --------------------------- | --------------- | ----------- |
| Copa Juvenil (Sub-16) 125cc | Xavier Atienzar | Montesa     |
| Copa Juvenil (Sub-16) 75cc  | Alfons Mañer    | Derbi       |

1. ↑  Títol sense validesa perquè no es van celebrar el mínim de proves que establia el reglament.